# Slag bij Trevilian Station
De Slag bij Trevilian Station vond plaats op 11 en 12 juni 1864 in Louisa County, Virginia tijdens de Overland-veldtocht van de Amerikaanse Burgeroorlog. Noordelijke cavalerie aangevoerd door generaal-majoor Philip Sheridan vocht tegen de Zuidelijke cavalerie van de generaal-majoors Fitzhugh Lee en Wade Hampton.
Sheridans doel was drieledig en behelsde de vernietiging van de Virginia Central Railroad, de aandacht afleiden van de Zuidelijke cavalerie zodat Grant zijn leger over de James kon zetten en aansluiting zoeken bij het leger van generaal-majoor David Hunter bij Charlottesville, Virginia. Hampton slaagde er evenwel in om Sheridan voor te zijn door Trevilian Station te bezetten. Op 11 juni vond het eerste treffen plaats. Brigadegeneraal George Armstrong Custer veroverde Hamptons bagagetrein in de Zuidelijke achterhoede. Hij werd echter omsingeld en moest vechten voor zijn overleven.
Op 12 juni botsten de cavalerie-eenheden voor een tweede maal ten noorden van Trevilian Station. Zeven charges van brigadegeneraal Alfred T. A. Torbert werden afgeslagen met zware verliezen. Sheridan trok zijn eenheden terug. Deze slag was een tactische overwinning voor de Zuidelijken omdat Sheridan er niet in geslaagd was om de spoorweg te vernietigen.

## Achtergrond
Na het bloedige echec van de Noordelijken bij Cold Harbor op 3 juni paste Grant zijn strategie aan. Sinds het begin van de Overland-veldtocht hadden er verschillende grootschalige veldslagen plaatsgevonden tegen de Zuidelijken onder leiding van generaal Robert E. Lee. Na elke slag probeerde Grant rond Lees rechterflank te manoeuvreren om Lee uit zijn defensieve stellingen te lokken. Elke poging brachten de Noordelijken dichter bij de Zuidelijke hoofdstad Richmond hoewel dit niet de belangrijkste doelstelling was. De vernietiging van het Zuidelijke Army of Northern Virginia was dit wel.
Grants nieuwe strategie bestond eruit om met zijn 100.000 man sterke leger in zuidelijke richting te marcheren, de James over te steken en het spoorwegknooppunt van Petersburg in te nemen. Zo werden de bevoorradingslijnen van Richmond en Lees leger afgesneden waardoor Lee gedwongen zou worden om Grants leger in een open veldslag tegemoet te treden. Dit plan vergde de grootste geheimhouding. Indien het leger bij de overtocht van de James zou aangevallen worden, zou dit een catastrofe betekenen voor het Noordelijke leger. Ook hoopte Grant in Petersburg te geraken voor de Zuidelijken hun defensieve stellingen verder konden uitbouwen. Daarom gaf hij het bevel aan generaal-majoor Philip Sheridan om een raid uit te voeren met zijn cavalerie. Deze raid had initieel twee doelen. Ten eerste zou Sheridan de Zuidelijke cavalerie afleiden zodat Grant in het geheim zijn leger de James kon overzetten. Ten tweede moesten de Noordelijken de Virginia Central Railroad vernietigen zodat een deel van Lees bevoorrading afgesneden werd. Sheridan moest de spoorwegbrug over de Rivanna vernietigen, net ten oosten van Charlottesville om daarna de spoorweg zelf te vernietigen tot in Gordonsville. Daarna moesten ze terugkeren en de spoorweg vernietigen tot bij Hanover Junction bij Richmond.
Net na het uitvaardigen van deze bevelen ontving Grant het nieuws van de overwinning van generaal-majoor David Hunter in de Slag bij Piedmont in de Shenandoahvallei tegen brigadegeneraal William E. Jones. Daarom gaf hij Sheridan het bijkomende bevel om na zijn raid aansluiting te zoeken bij Hunter om zo Lees leger vanuit westelijke richting te bedreigen.

### Samenstelling van de legers

#### De Noordelijken
Het Cavalry Corps van het Noordelijke Army of the Potomac aangevoerd door generaal-majoor Philip H. Sheridan voerde de raid uit met twee van zijn drie divisies. Het telde 9.286 soldaten en bestond uit:
- First Cavalry Division onder leiding van brigadegeneraal Alfred T. A. Torbert samengesteld uit de brigades van brigadegeneraals George A. Custer, Thomas C. Devin en Wesley Merritt
- Second Cavalry Division onder leiding van brigadegeneraal David McM. Gregg samengesteld uit de brigades van brigadegeneraal Henry E. Davies, Jr. en kolonel J. Irvin Gregg (General Greggs neef).
- Horse Artillery Brigade onder leiding van kapitein James M. Robertson samengesteld uit zes batterijen met 20 vuurmonden.

Sheridans Third Cavalry Division aangevoerd door brigadegeneraal James H. Wilson bleef achter in Cold Harbor bij het Army of the Potomac. Het begeleidde het leger op de mars naar Petersburg. Sheridan liet ook de mannen zonder paard bij het leger achter.

#### De Zuidelijken
De Cavalry Corps van het Zuidelijke Army of Northern Virginia had na de dood van generaal-majoor J.E.B. Stuart in mei nog geen formele bevelhebber. De hoogste in rang was generaal-majoor Wade Hampton. (Hampton zou op 11 augustus 1864 formeel tot bevelhebber benoemd worden.)
Hampton voerde het bevel over 6.762 men en bestond uit de volgende eenheden:
- Hampton’s Division aangevoerd door Wade Hampton bestaande uit de brigades van brigadegeneraals Thomas L. Rosser en Matthew C. Butler en kolonel Gilbert J. Wright.
- Fitzhugh Lee’s Division aangevoerd door generaal-majoor Fitzhugh Lee (Generaal Robert E. Lees neef) bestaande uit de brigades van brigadegeneraals Williams C. Wickham en Lunsford L. Lomax en de onafhankelijke 1st Maryland Cavalry Battalion aangevoerd door kolonel. Bradley T. Johnson en de Baltimore Light Artillery.
- Horse Artillery Battalion aangevoerd door majoor James Breathed bestaande uit vier batterijen. Hamptons totale artillerie telde 14 vuurmonden.

De rest van het Cavalry Corps met Rooney Lee’s Division onder aanvoering van generaal-majoor W.H.F. "Rooney" Lee (Robert E. Lees zoon), en onafhankelijke brigade onder leiding van brigadegeneraal Martin Gary en het merendeel van de bereden artillerie bleef bij het leger tijdens Sheridans raid.

### Het begin van Sheridans raid
.

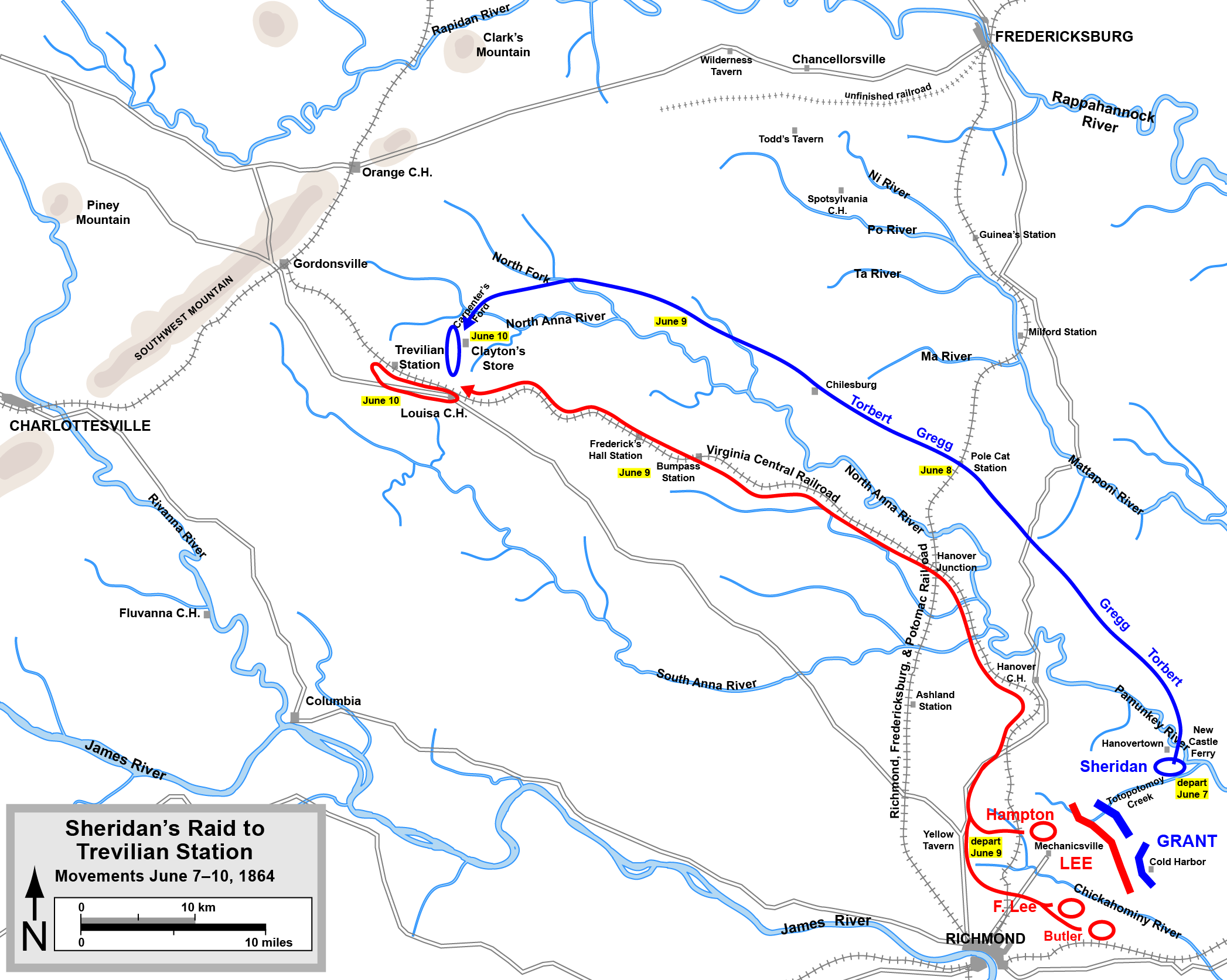
Marsroutes van de Noordelijke en Zuidelijke cavalerie naar Trevilian Station tussen 7 en 10 juni 1864

Op 7 juni om 05.00u ’s morgens vertrokken de twee cavaleriedivisies van Sheridan vanuit Cold Harbor. Ze staken via een pontonbrug bij New Castle de Pamunkey over en reden in noordwestelijke richting. Greggs divisie vormde de voorhoede. De divisie van Torbert vormde de achterhoede. De hete weer zorgde voor grote stofwolken tijdens de mars. Op de eerste dag hadden ze slechts 22 km afgelegd. Veel paarden zakten in elkaar. Ze werden afgemaakt en langs de weg achtergelaten.
Hoewel Sheridans bagagetrein 125 karren telde, was er slechts voor 3 dagen aan rantsoenen meegegeven. De rest van de tijd dienden ze van het land te leven. Op de tweede dag vormde Torberts divisie de voorhoede en werd er meer vooruitgang geboekt. Na 37 km bereikten ze Pole Cat Station op de spoorweg van Richmond, Fredericksburg en Potomac. De Noordelijke colonne kreeg het niet alleen zwaar te verduren door de hitte en hoge vochtigheidsgraad, ook verschillende schermutselingen met ongeregelde vijandelijke eenheden vertraagde hun opmars.
Zuidelijke verkenners rapporteerden de vorderingen van Sheridan aan Hampton op 8 juni. Hij schatte hun doel juist in, namelijk de spoorwegknooppunten bij Gordonsville en Charlottesville. Hij zou snel in actie moeten komen om de Noordelijke opmars te kunnen blokkeren. Hampton liet zijn divisie verzamelen om 02.00u op 9 juni en gaf het bevel aan Fitzhugh Lee om hem zo snel mogelijk te volgen. Hoewel de Noordelijken twee dagen voorsprong hadden, kenden de Zuidelijken het terrein en daarom ook een kortere route. Op 9 juni, de verjaardag van de Slag bij Brandy Station legden ze 40 km af via Yellow Tavern en de Telegraph Road om dan via de Virginia Central Railroad bij Bumpass en Fredericks Hall Stations aan te komen.
Tegen 10 juni waren beide partijen Trevilian Station genaderd. Dit station was genoemd naar Charles Goodall Trevilian, de eigenaar van het huis bij het station. De Zuidelijken sloegen hun tenten op op vier verschillende locaties ten zuiden van de Virginia Central Rairoad langs de Gordonsville Road en ten westen van Trevilian Station tot bij Louisa Court House. De Noordelijken hadden de North Anna bij Carpenters Ford overgestoken en kampeerden bij Clayton’s Store.
The Federals had crossed over the North Anna River at Carpenters Ford and camped at locations around Clayton's Store.

## De slag

### 11 juni1864

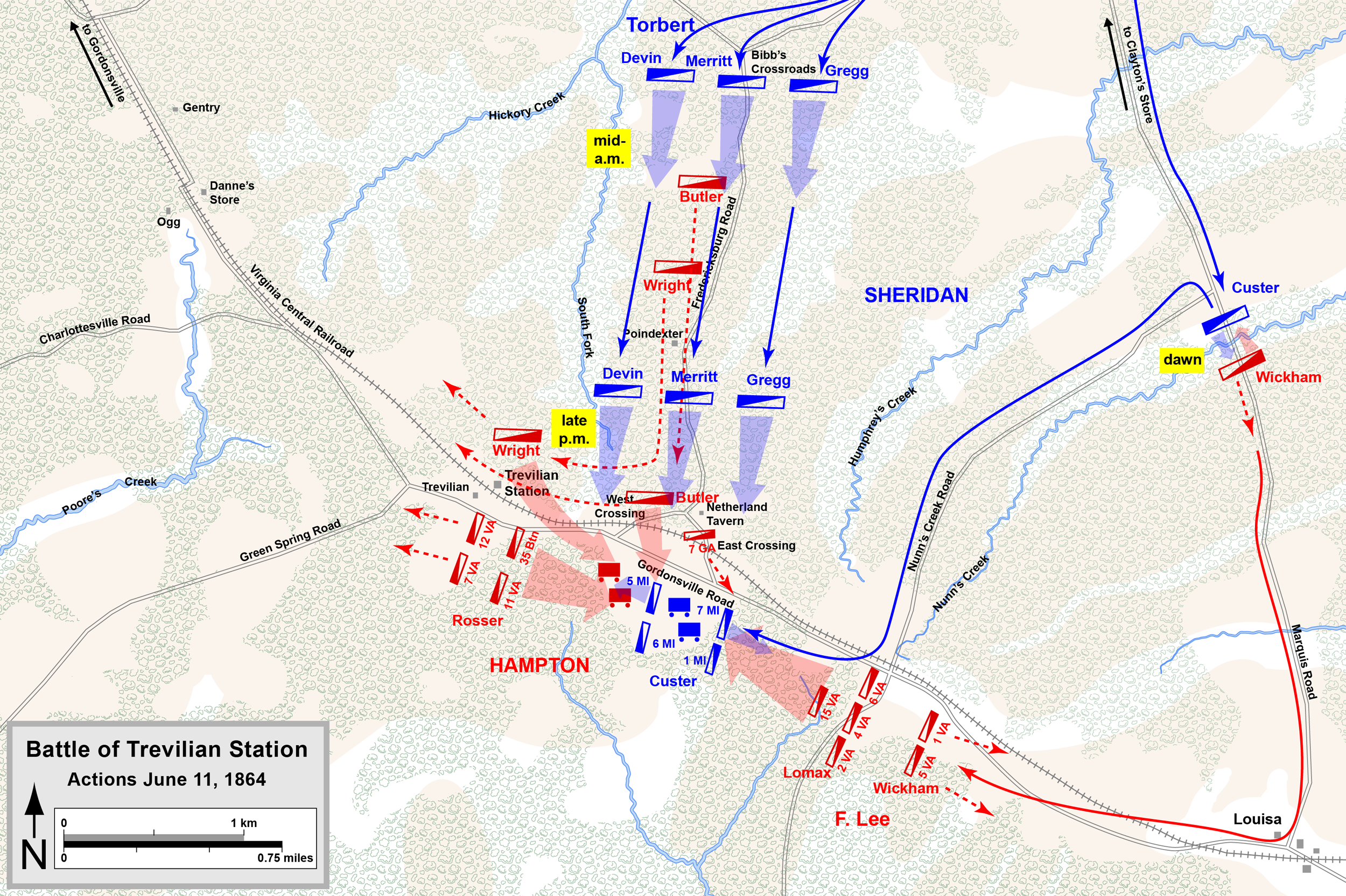
Eerste dag van de slag bij Trevilian Station

Op 11 juni werd Hampton wakker gemaakt door Rosser en Butler met op de achtergrond het trompetgeschal van de vijand. De Twee Zuidelijke brigadiers hadden reeds hun soldaten gewekt. Rosser vroeg aan Hampton: “Generaal, wat stelt u voor om vandaag te doen, als ik het mag vragen?” Hampton antwoordde:”Ik stel voor om te vechten!”.
Hampton ging er correct van uit dat Sheridans eenheden de spoorweg vanuit de richting van Clayton’s Store zouden benaderen. Hij wist ook dat er twee wegen in zuidelijke richting liepen die door dichte begroeiing passeerden. De ene weg liep naar Trevilian Station en de andere naar Louisa Court House. Hampton werkte een plan uit waarbij hij zijn divisie zou opsplitsen en via de twee wegen zou oprukken naar de vijand om hem terug naar de North Anna terug te duwen. Hampton nam twee brigades (die van Butler en Wright) met zich mee naar Trevilian en liet zijn derde de linkerflank afschermen. De andere divisie van Fitzhugh Lee diende op te rukken van Louisa Court House en vormde zo de rechterflank.
Terwijl de Zuidelijken hun opmars inzetten, rukten ook de Noordelijken op. Torbets brigades onder leiding van Merrit en Devin rukten op naar Trevilian Station terwijl de derde onder Custer naar Louisa Court House marcheerde. Het eerste treffen vond plaats op de Trevilian Road toen de 4th South Carolina Cavalry van Butler op Merrits voorhoede botste. Hampton liet zijn soldaten afstijgen om de strijd verder te zetten. Hij verwachtte dat Fitzhugh Lee ieder ogenblik kon verschijnen op zijn rechterflank. Dit gebeurde echter niet. Hampton moest zich al snel terugtrekken voor de Noordelijke overmacht. Wrights brigade probeerde nog de kansen te keren, maar moest zich ook terugtrekken tot bij Trevilian Station.
Op de rechterflank was Fitzhugh Lee op de voorste brigade van Custer gestoten. Wickhams brigade vocht kort met de 1st en 7th Michigan Cavalry waarna het zich terug trok. Lee leidde de brigade van Lomax rechtstreeks naar Trevilian Station terwijl Wickham via Louisa Court House oprukte. Ondertussen leidde Custer zijn brigade via de meest directe route vanuit zuidwestelijke richting naar Trevilian Station. Custer vond het station onbewaakt en verlaten. Enkel de bagagetrein van Hampton was aanwezig volgeladen met munitie, eten en honderden paarden. Custer stuurde de 5th Michigan Cavalry naar voren. Ze namen 800 gevangenen en veroverden 90 karren, 6 artillerie caissons en 1.500 paarden. Custer was nu weliswaar volledig geïsoleerd van Sheridans strijdmacht.
Toen Hampton de bedreiging in zijn achterhoede besefte, trok hij Rossers brigade weg van zijn linkerflank en stuurde hij het naar het station. Daar diende Rosser aansluiting te zoeken met Lee, Wright en Butler. Custer stond nu onder druk vanuit drie richtingen. Hij slaagde erin van zich met zijn buit via de Gordonsville Road terug te trekken. Hij had echter de Zuidelijke artillerie op de heuvel ten noorden van het station niet opgemerkt. De batterijen openden het vuur zodra Custer binnen bereik was. Hamptons eenheden voerden charges uit op zijn rechterflank.
Custer was nu bijna volledig omsingeld. Hij werd voortdurend bestookt door de artillerie en cavaleriecharges. Custer, die bijna zeker was dat zijn brigade het niet zou halen, trok de vlag van de standaard toen de drager geraakt werd en stak het in zijn binnenzak. Ondertussen hoorde Sheridan het kanon-en geweervuur uit de richting van Custer komende en besefte hij dat Custer hulp nodig had. Hij chargeerde met de brigades van Devin en Merrit en verdreef Hamptons soldaten terug naar het station. Ondertussen viel Greggs brigade de vrijgekomen rechterflank van Fitzhugh Lee aan die ook werd verdreven. Hampton trok zich terug in westelijke richting en Lee in oostelijke richting. De eerste dag van de slag was ten einde. Trevilian Station was in Noordelijke handen gevallen. Custers brigade telde 361 slachtoffers waarvan meer dan de helft afkomstig was van het 5th Michigan. Toen Sheridan aan Custer vroeg of hij de vlag was kwijtgespeeld, haalde Custer de vlag uit zijn binnenzak en toonde het aan Sheridan.
Die nacht zoch Fitzhugh Lee aansluiting met Hampton ten westen van Trevilian Station. Ondertussen had Sheridan informatie ontvangen over generaal Hunter. Deze was niet naar Charlottesville gemarcheerd, zoals eerst gepland, maar naar Lynchburg, Virginia. Ook kreeg Sheridan inlichtingen over de locatie van de Zuidelijke generaal-majoor John C. Breckinridge. Zijn infanterie was bij Waynesboro gezien. Omdat de belangrijkste marsroute hierdoor geblokkeerd was, besliste Sheridan om de raid te staken en terug te keren naar Cold Harbor.

### 12 juni1864

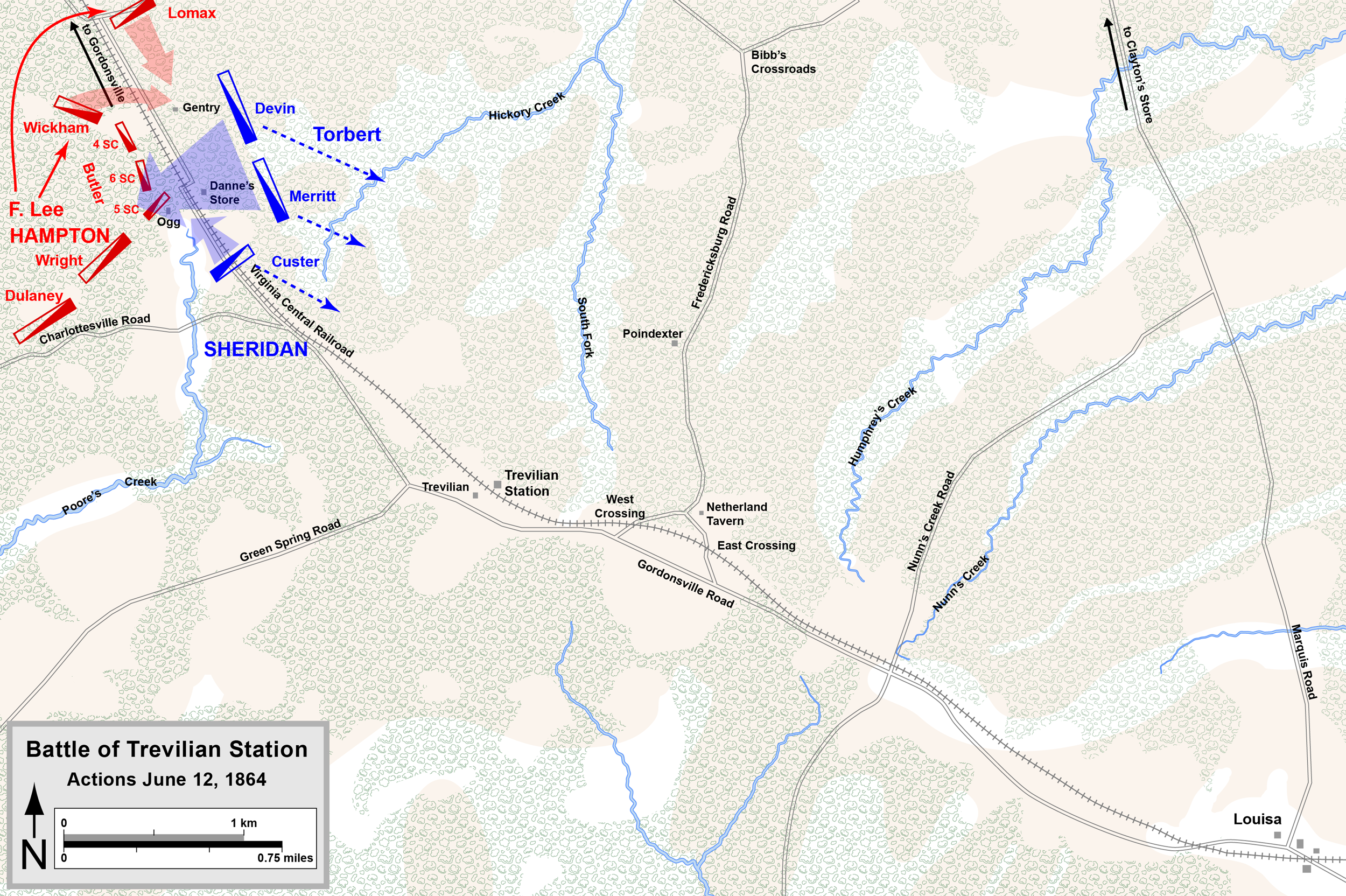
Tweede dag van de slag bij Trevilian Station

Op 12 juni bereidde de Noordelijke cavalerie zich voor op de terugtocht. Greggs soldaten vernietigden Trevilian Station, verschillende treinwagons en een kleine kilometer rails ten oosten van het station. Torberts divisie hield zich met het westelijk deel van de spoorweg bezig. Rond 15.00u stuurde Sheridan een verkenningseenheid uit ten westen van de Gordonsville en Charlottesville Road om de vijand te lokaliseren. Ze vonden de volledige strijdmacht van Hampton in een L-vormige defensieve linie bij de boerderijen van Ogg en Gentry op ongeveer 3 km van Trevilian.
Torbert voerde zeven aanvullen uit op de korte zijde van de L. Zijn soldaten werden echter met zware verliezen teruggeslagen. Fitzhugh Lee viel op zijn beurt met de brigades van Wickham en Lomax de Noordelijke rechterflank aan. Torbert trok zich terug. Sheridan die vele gewonde soldaten telde van Custers brigade, 500 gevangenen had en een tekort aan munitie had, liet zijn eenheden de aftocht blazen. Hij zou op een gezappig tempo marcheren, wetende dat Hampton hem diende te volgen. Dit zou dagen duren. Dagen die Robert E. Lee zonder cavalerie zat.

## Gevolgen

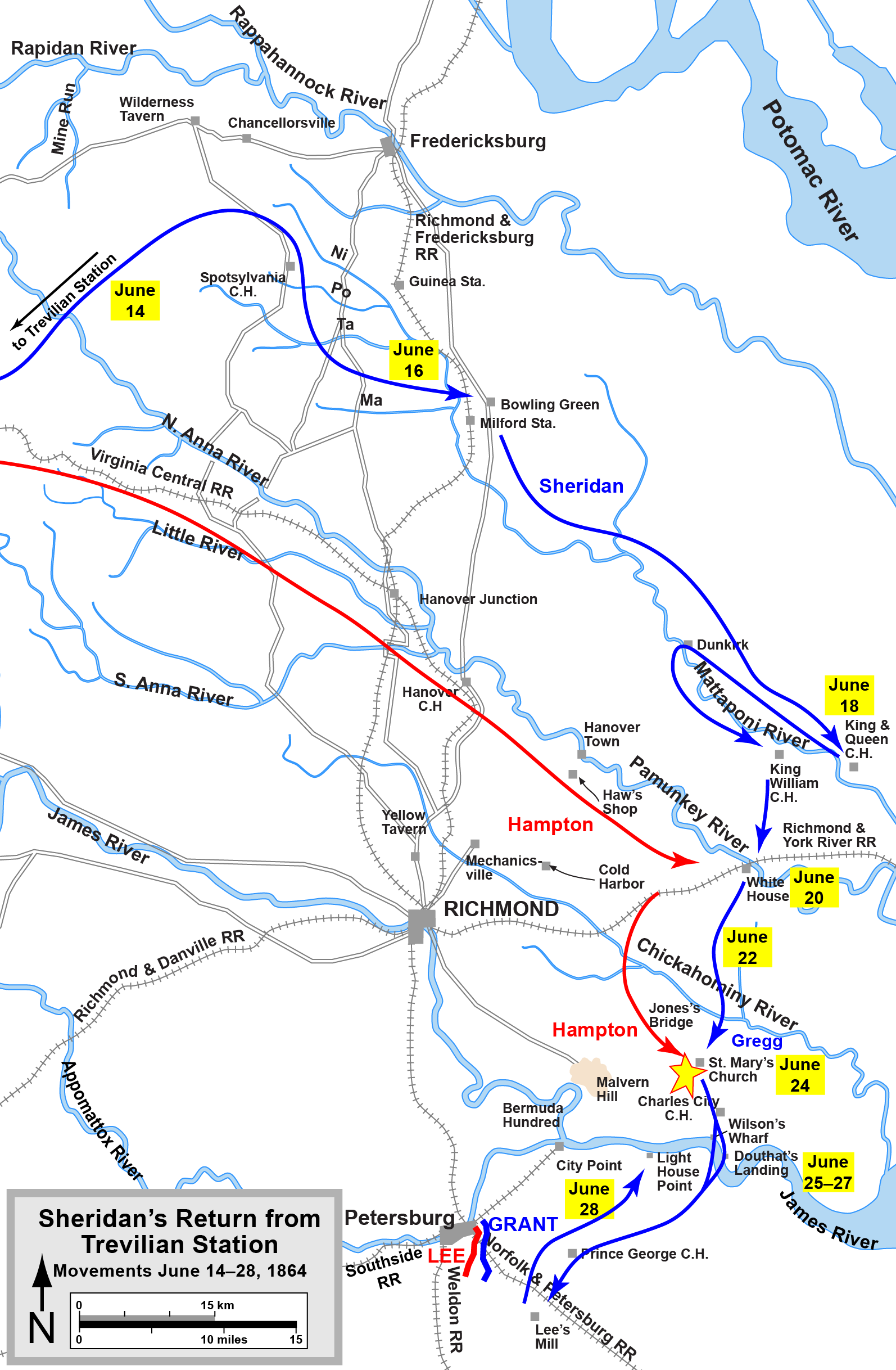
Sheridans terugtocht naar het Army of the Potomac na de slag bij TrevilianStation

De resultaten van de slag waren niet uitgesproken. De Noordelijken hadden 1.007 soldaten verloren tegenover 612 Zuidelijken. Deze waren enkel voor Hamptons divisie. Een totaal 831 Zuidelijke soldaten is aannemelijker. Het was de meest grootschalige en bloedigste cavalerieslag van het conflict.
Sheridan hield later vol dat dit een Noordelijke overwinning was. Hoewel deze raid en de slag bij Trevilian Station het nodige zand in de ogen van Robert E. Lee heeft gestrooid waarbij het Noordelijke leger met succes de James kon oversteken, had Sheridan toch twee doelstellingen niet bereikt. De Virginia Central Railroad was niet definitief buiten gebruik gesteld waardoor Lee vitale voorraden kon blijven aanvoeren. Ook de aansluiting tussen Sheridan en Hunter ging niet door. Hunter versloeg enkele dagen later luitenant-generaal Jubal Early in de Slag bij Lynchburg op 17 en 18 juni. Early moest zich terugtrekken naar Maryland.

## Aanbevolen lectuur
- Butler, M. C. "The Cavalry Fight at Trevilian Station." In Battles and Leaders of the Civil War, vol. 4, edited by Robert Underwood Johnson and Clarence C. Buel. New York: Century Co., 1884-1888. OCLC 2048818.
- Longacre, Edward G. Lincoln's Cavalrymen: A History of the Mounted Forces of the Army of the Potomac. Mechanicsburg, PA: Stackpole Books, 2000. ISBN 0-8117-1049-1.
- Longacre, Edward G. Lee's Cavalrymen: A History of the Mounted Forces of the Army of Northern Virginia. Mechanicsburg, PA: Stackpole Books, 2002. ISBN 0-8117-0898-5.
- Morris, Roy, Jr. Sheridan: The Life and Wars of General Phil Sheridan. New York: Crown Publishing, 1992. ISBN 0-517-58070-5.
- Rodenbough, Theodore F. "Sheridan's Trevilian Raid." In Battles and Leaders of the Civil War, vol. 4, edited by Robert Underwood Johnson and Clarence C. Buel. New York: Century Co., 1884-1888. OCLC 2048818.
- Sheridan, Philip H. Personal Memoirs of P. H. Sheridan. 2 vols. New York: Charles L. Webster & Co., 1888. ISBN 1-58218-185-3.
- Swank, Walbrook Davis. Battle of Trevilian Station: The Civil War's Greatest and Bloodiest All Cavalry Battle, with Eyewitness Memoirs. Shippensburg, PA: W. D. Swank, 1994, ISBN 0-942597-68-0.
- Urwin, Gregory J. W. "Battle of Trevilian Station." In Encyclopedia of the American Civil War: A Political, Social, and Military History, edited by David S. Heidler and Jeanne T. Heidler. New York: W. W. Norton & Company, 2000. ISBN 0-393-04758-X.
- Wellman, Manly Wade. Giant in Gray: A Biography of Wade Hampton of South Carolina. Dayton, OH: Press of Morningside Bookshop, 1988. ISBN 0-89029-054-7.
- Wittenberg, Eric J. Little Phil: A Reassessment of the Civil War Leadership of Gen. Philip H. Sheridan. Washington, DC: Potomac Books, 2002. ISBN 1-57488-548-0.